# Mystery (coach en séduction)
 (janvier 2023).
Si vous disposez d'ouvrages ou d'articles de référence ou si vous connaissez des sites web de qualité traitant du thème abordé ici, merci de compléter l'article en donnant les références utiles à sa vérifiabilité et en les liant à la section « Notes et références ».
Pour les articles homonymes, voir Mystery.
Mystery, de son vrai nom Erik von Markovik (né Erik James Horvat-Marković le 24 septembre 1971), est un coach en séduction pour homme.
Il est l'acteur principal de la série de télé-réalité The Pickup Artist de VH1, traduit en France par Les Rois de la drague sur MTV.
Il est l'un des personnages principaux du livre autobiographique de Neil Strauss, The Game : Les secrets d'un virtuose de la drague (The Game: Penetrating the Secret Society of Pickup Artists).
Il est coauteur de The Mystery Method: How to Get Beautiful Women into Bed.
Son dernier livre Révélation, est sorti en France en janvier 2012.

## Techniques et concept
En passant à la télévision, notamment à Saturday Night Live, Mystery a expliqué quelques points de sa technique :
- Set - désigne tout groupe de personnes. Même une personne seule est un groupe, désigné par "one-set". Un groupe de deux personnes est un "two-set", etc.
- Peacocking - vient de "peacock", le paon mâle. Cela consiste à porter un vêtement ou un ustensile hors du commun, qui permette à une fille intéressée d'avoir un prétexte pour entamer la conversation. Une technique aussi pour "sortir du lot" et apparaître comme plus "rare" et "singulier" aux yeux des femmes.
- La règle des 3 secondes - consiste à s'obliger à aborder un set dans les trois secondes après l'avoir vu. Si l'apprenti-séducteur attend plus de temps, il commencera à avoir peur, et s'inventera de fausses excuses pour ne pas aborder ce set.
- Neg - le neg est une remarque impromptue qui n'est ni un compliment, ni une insulte, avant de reprendre la conversation, sans attendre la réaction de la personne. Le but étant de montrer que celui qui l'utilise, n'est pas impressionné. Exemples : "Ce sont de vrais ongles ? ... Ils sont beaux quand-même." "j'adore ton T-shirt... C'est la deuxième fois que je le vois aujourd'hui."